# Basket Rimini 1999-2000
Questa voce raccoglie le informazioni riguardanti il Basket Rimini, sponsorizzato Pepsi, nelle competizioni ufficiali della stagione 1999-2000.
Per motivi di sponsorizzazione le divise erano blu e bianche, colori tipici dell'etichetta della bevanda.

## Verdetti stagionali
- Serie A1:
  - stagione regolare: 14º posto su 16 squadre (bilancio di 10 vittorie e 20 sconfitte);
  - play-off: eliminazione ai quarti di finale dalla Benetton Treviso (1-2).
- Coppa Korać:
  - eliminazione agli ottavi di finale dal Girona.

## Roster
| Basket Rimini 1999-2000 | Basket Rimini 1999-2000 |
| Giocatori               | Staff tecnico           |
| ----------------------- | ----------------------- |

| N. | Naz.                                        | Ruolo | Nome                   | Anno | Alt.   | Peso   |  |
| -- | ------------------------------------------- | ----- | ---------------------- | ---- | ------ | ------ |  |
| 6  | Italia (bandiera)                           | PG    | Mauro Morri            | 1977 | 187 cm | 92 kg  |  |
| 7  | Stati Uniti (bandiera)                      | A     | Antonio Granger        | 1976 | 198 cm | 81 kg  |  |
| 8  | Italia (bandiera)                           | A     | Alex Righetti (C)      | 1977 | 200 cm | 98 kg  |  |
| 10 | San Marino (bandiera)                       | G     | Andrea Raschi          | 1979 | 198 cm | 87 kg  |  |
| 10 | Italia (bandiera)                           | G     | Fabio Zanelli          | 1976 | 196 cm | 85 kg  |  |
| 11 | Stati Uniti (bandiera) · Irlanda (bandiera) | C     | Alan Tomidy            | 1974 | 206 cm | 120 kg |  |
| 12 | Italia (bandiera)                           | A     | Marco Marangoni        | 1979 | 197 cm | 87 kg  |  |
| 13 | Slovenia (bandiera)                         | AC    | Marko Tušek            | 1975 | 203 cm | 120 kg |  |
| 15 | Italia (bandiera)                           | C     | Lorenzo Di Marcantonio | 1978 | 205 cm | 108 kg |  |
| 20 | Italia (bandiera)                           | G     | Federico Molari        | 1979 | 187 cm | 92 kg  |  |
|    | Stati Uniti (bandiera) · Irlanda (bandiera) | A     | Glenn Sekunda          | 1973 | 203 cm | 100 kg |  |
|    | Stati Uniti (bandiera)                      | A     | Bill Jones             | 1966 | 198 cm | 96 kg  |  |
|    | Stati Uniti (bandiera) · Italia (bandiera)  | P     | Chris Corchiani        | 1968 | 183 cm | 88 kg  |  |

| Allenatore                                                                     |
| - Massimo Bernardi (fino al 10 dicembre) - Paolo Carasso (dal 10 dicembre)     |
| Assistente/i                                                                   |
| - Giampiero Ticchi Legenda - (C) Capitano Roster Aggiornato al: 30 giugno 2000 |

## Risultati

### Campionato

#### Play-off
| Arbitri: | Luigi Lamonica Roberto Nardecchia |

|              |          |             |
| Edney 29     | Punti    | 18 Granger  |
| Pittis 4     | Assist   | 3 Corchiani |
| Marconato 14 | Rimbalzi | 18 Tomidy   |

| Arbitri: | Alberto Grossi Luciano Tola |

|                     |          |             |
| Sekunda, Granger 20 | Punti    | 18 Edney    |
| Tomidy 2            | Assist   | 4 Pittis    |
| Granger 8           | Rimbalzi | 6 Marconato |

| Arbitri: | Roberto Pasetto Stefano Ursi |

|                  |          |           |
| Pittis 16        | Punti    | 25 Tomidy |
| Pittis, Nicola 4 | Assist   | 1 Morri   |
| Marconato 9      | Rimbalzi | 10 Tomidy |

### Coppa Korać

#### Gruppo D
| Arbitri: | Bruno Gasperin Recep Ankaralı |

| |            | |
| Mršić 17 | Punti      | 20 Granger |
| Fernández 4 | Assist     | 5 Morri |
| Sallier 9 | Rimbalzi   | 6 Tomidy |
| Jaumin 11, Romero 4, Mršić 17, Orenga 9, Sallier 10, Marcaccini 9, Fernández 12, Lázaro 6, Conceição 4, Petruška 6 | Formazioni | Molari 0, Morri 4, Granger 20, Righetti 12, McDaniel 2, Zanelli 6, Tomidy 11, Tušek 7, Agostini 0, Di Marcantonio 2 |

| Arbitri: | Srđan Dožai Marjan Micevski |

| |            | |
| Righetti 23                                                                                                  | Punti      | 32 Potter                                                                                                  |
| Morri 2 | Assist     | 4 R. Bayer                                                                                                 |
| Tomidy 8 | Rimbalzi   | 13 McCants                                                                                                 |
| Morri 0, Granger 15, Righetti 23, McDaniel 10, Zanelli 10, Tomidy 10, Tušek 10, Agostini 5, Di Marcantonio 2 | Formazioni | Lattibeaudiere 2, Terry 16, R. Bayer 18, P. Bayer 2, Deheneffe 4, Atienza 0, McCants 9, Potter 32, Smith 6 |

| Arbitri: | Goran Radonjić Jan Gjettermann |

| |            |                                                                                          |
| Evans 17                                                                                           | Punti      | 17 Tušek                                                                                 |
| Evans 5                                                                                            | Assist     | 1 cinque giocatori                                                                       |
| Hutchinson 13                                                                                      | Rimbalzi   | 16 Tušek                                                                                 |
| Evans 17, Kovacev 0, Pratesi 9, Terdenge 0, Larkio 6, Wilson 8, Hansen 11, Gieseck 3, Hutchinson 5 | Formazioni | Morri 0, Granger 14, Righetti 9, McDaniel 11, Zanelli 4, Tomidy 10, Tušek 17, Agostini 0 |

| Arbitri: | Leonidas Spiridonos Roman Kolar |

|                                                                                             |            | |
| Tušek 19                                                                                    | Punti      | 18 Mršić                                                                                              |
| Morri, Zanelli 2                                                                            | Assist     | 6 Mršić                                                                                               |
| Tomidy 9                                                                                    | Rimbalzi   | 8 Sallier                                                                                             |
| Molari 0, Morri 8, Granger 18, McDaniel 2, Zanelli 6, Tomidy 18, Tušek 19, Di Marcantonio 0 | Formazioni | Jaumin 6, Romero 0, Mršić 18, Orenga 10, Sallier 6, Marcaccini 0, Fernández 14, Lázaro 4, Conceição 4 |

| Arbitri: | Gérard Gretsch José Ramón García Ortiz |

| |            | |
| Terry 14 | Punti      | 27 Tušek |
| Terry 4 | Assist     | 5 McDaniel |
| Smith 10 | Rimbalzi   | 12 Tomidy |
| Duhoux 3, Lattibeaudiere 8, Terry 14, R. Bayer 2, P. Bayer 9, Deheneffe 0, Atienza 2, McCants 2, Potter 9, Smith 9 | Formazioni | Morri 0, Granger 11, Righetti 14, McDaniel 11, Zanelli 1, Tomidy 9, Marangoni 0, Tušek 27, Agostini 0, Di Marcantonio 0 |

| Arbitri: | Danko Radić Ilija Belošević |

| |            |                                                                                                |
| Tomidy 31 | Punti      | 33 Hansen                                                                                      |
| Morri 6 | Assist     | 4 Evans                                                                                        |
| Tomidy 17 | Rimbalzi   | 10 Gieseck                                                                                     |
| Morri 7, Granger 8, Righetti 14, McDaniel 2, Zanelli 11, Tomidy 31, Marangoni 0, Tušek 2, Agostini 2, Di Marcantonio 4 | Formazioni | Evans 7, Pratesi 4, Larkio 7, Wilson 6, Hansen 33, Weber 6, Janke 3, Roßlenbroich 0, Gieseck 8 |

#### Sedicesimi di finale
| Arbitri: | Zoran Šutulović Andrej Jeršan |

| |            | |
| Granger 21                                                                                                  | Punti      | 17 Tapiro                                                                                            |
| Morri 6 | Assist     | 7 Tapiro                                                                                             |
| Tomidy 17                                                                                                   | Rimbalzi   | 6 Tapiro                                                                                             |
| Morri 11, Granger 21, Righetti 15, Zanelli 9, Tomidy 6, Marangoni 0, Jones 17, Agostini 2, Di Marcantonio 0 | Formazioni | Brener 6, Kennedy 6, Grunwald 6, Rosenfeld 8, Aleksić 5, Assaf Harari 2, Cohen 0, Tapiro 17, Dean 11 |

| Arbitri: | Nikolaos Papadimitriou Memduh Öget |

| |            |                                                                                        |
| Tapiro 18                                                                                             | Punti      | 22 Granger                                                                             |
| Evans 5                                                                                               | Assist     | 1 quattro giocatori                                                                    |
| Dean 5                                                                                                | Rimbalzi   | 12 Jones                                                                               |
| Kennedy 11, Grunwald 4, Rosenfeld 8, Assaf Harari 6, Jetach 0, Cohen 1, Tapiro 18, Aleksić 8, Dean 10 | Formazioni | Morri 9, Granger 22, Righetti 5, Zanelli 7, Tomidy 2, Marangoni 2, Jones 9, Agostini 2 |

Pepsi Rimini qualificata per differenza canestri

### Ottavi di finale
| Arbitri: | Christophe Vauthier Richard Stokes |

|                                                                                                  |            | |
| Middleton 28                                                                                     | Punti      | 14 Granger                                                                                                 |
| Laso 5                                                                                           | Assist     | 6 Tomidy                                                                                                   |
| Middleton 9                                                                                      | Rimbalzi   | 11 Tomidy                                                                                                  |
| Kuisma 5, Sánchez 1, Vallmajó 0, Middleton 28, Laso 2, Darnés 0, Stewart 22, Moraga 5, Johnson 4 | Formazioni | Morri 7, Granger 14, Righetti 7, Zanelli 8, Tomidy 13, Marangoni 6, Jones 10, Agostini 0, Di Marcantonio 0 |

| Arbitri: | Konstantinos Mouzakis Ivo Dolinek |

|                                                                                              |            | |
| Granger 23                                                                                   | Punti      | 21 Stewart                                                                                                   |
| Morri 4                                                                                      | Assist     | 4 Laso |
| Tomidy 10                                                                                    | Rimbalzi   | 9 Stewart |
| Molari 0, Morri 8, Granger 23, Zanelli 9, Tomidy 20, Marangoni 0, Jones 10, Di Marcantonio 2 | Formazioni | Kuisma 7, Sánchez 13, Vallmajó 6, Middleton 14, Laso 5, Stewart 21, Moraga 6, Espinosa Teixidor 2, Johnson 5 |